# 盖伊·巴特勒
盖伊·巴特勒（英語：Guy Butler，1899年8月25日—1981年2月22日），英国男子田径运动员。他曾代表英国参加1920年、1924年和1928年夏季奥林匹克运动会田径比赛，获得一枚金牌、一枚银牌和二枚铜牌。